# Shining Itoshiki Anata
Shining Itoshiki Anata (シャイニング 愛しき貴方 Shainingu itoshiki anata?, Brillando querida) es el 7º sencillo de Country Musume, el undécimo en general y el último como Country Musume ni Konno to Fujimoto. Fue lanzado el 4 de agosto de 2004. La canción principal aparece en los álbumes Petit Best 5, Country Musume Daizenshuu ② y Country Musume Mega Best. Es el sencillo menos vendido de Country Musume. 

## Lista de canciones
- Shining Itoshiki Anata
- DON'T STOP Ren'aichuu (DON’T STOP 恋愛中; No te detengas en medio del amor) (2004 Version) (Cover de T&C Bomber)
- Shining Itoshiki Anata (Instrumental)

## Miembros Presentes
- Country Musume
- Asami
- Mai Satoda
- Miuna
- Morning Musume
- Asami Konno
- Miki Fujimoto